# Liste der Fernstraßen in Niger

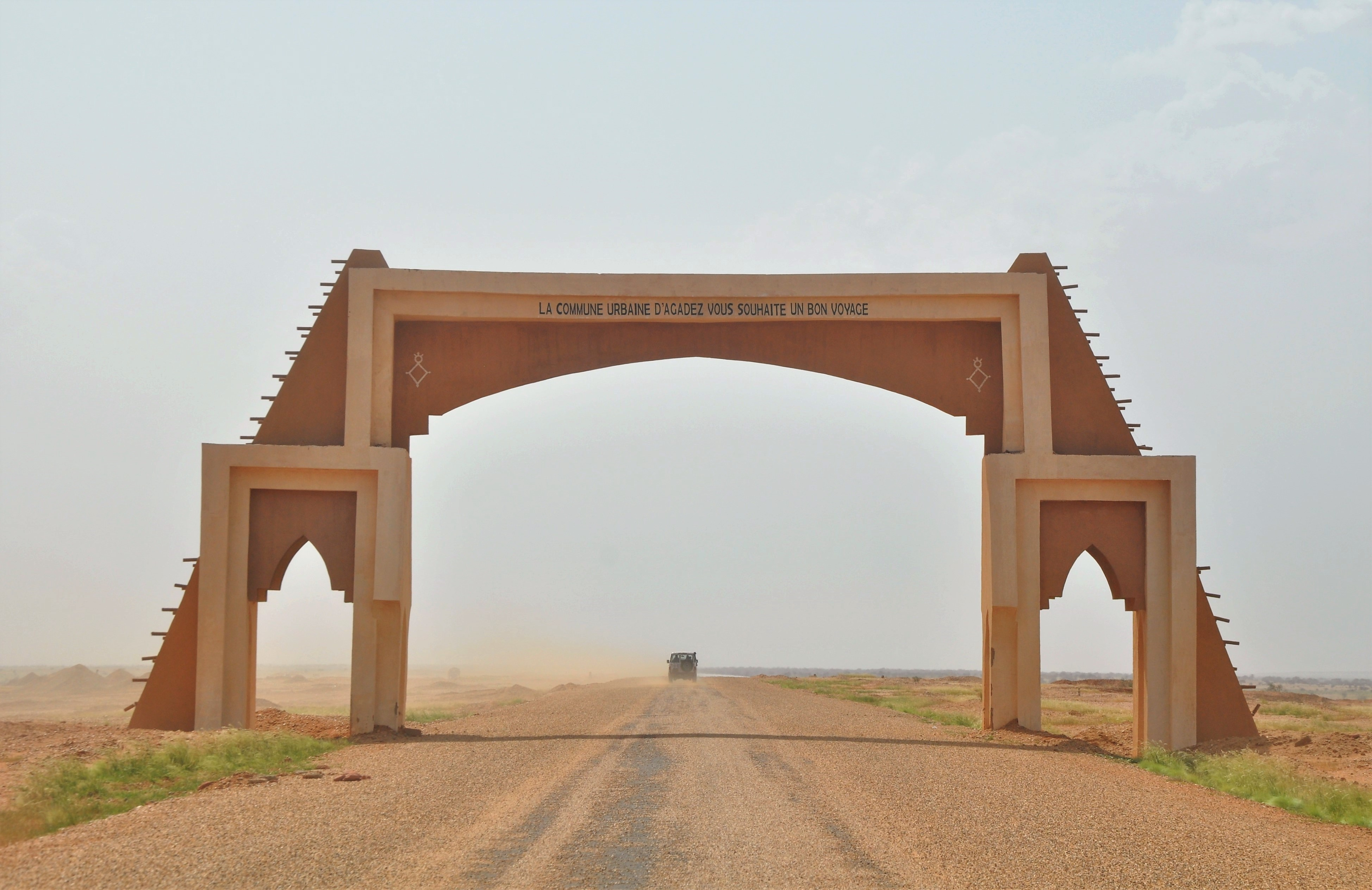
Nationalstraße 25 bei Agadez (2019)

Die Liste der Fernstraßen in Niger besteht aus einer Beschreibung der verschiedenen Straßentypen, einem Verzeichnis der Nationalstraßen als den höchstrangigen Fernstraßen und aus Verzeichnissen der Routen, gegliedert nach den Regionen Nigers.

## Typen

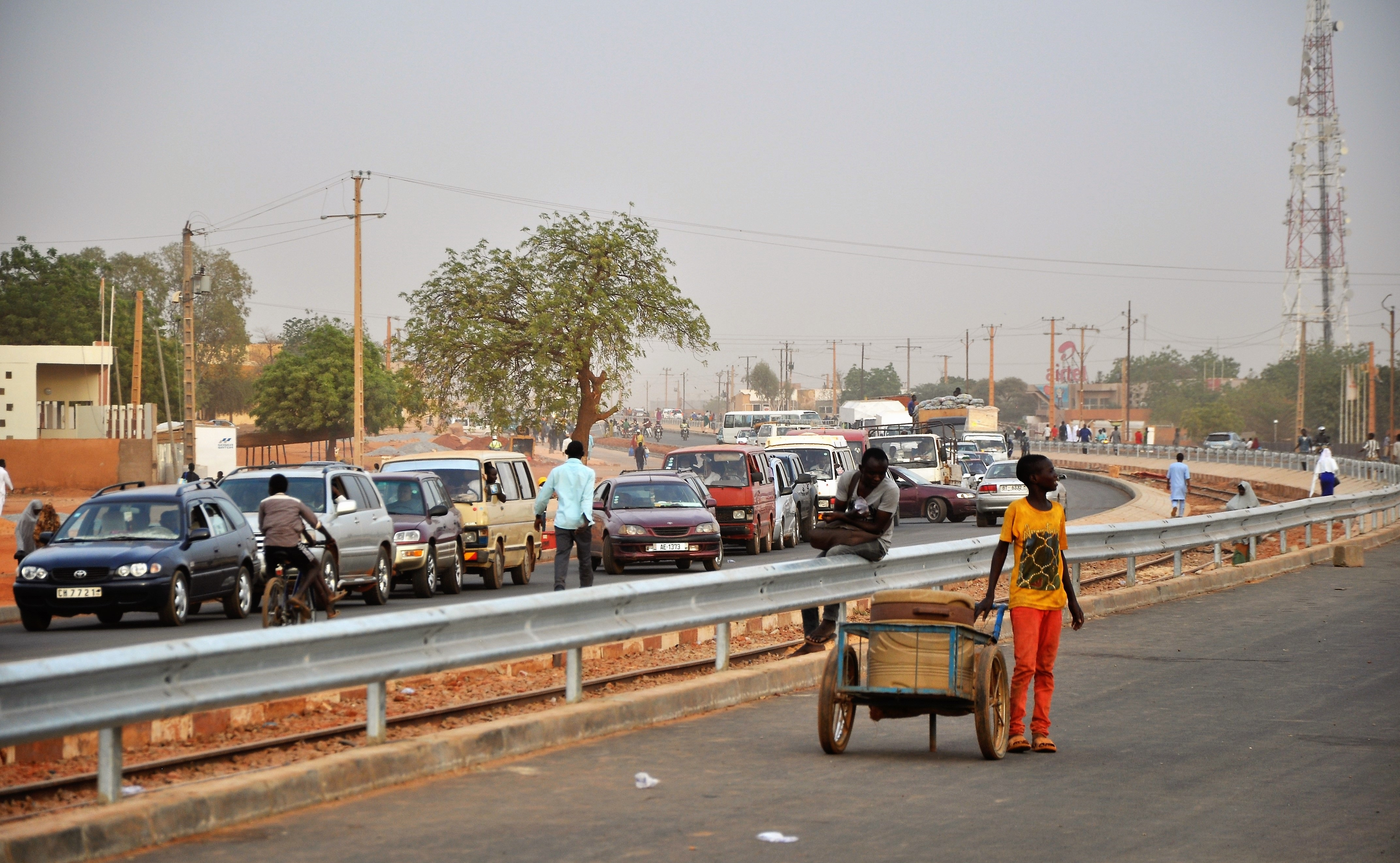
Nationalstraße 1 in Niamey (2019)

Es werden folgende Straßentypen unterschieden:
- Nationalstraße: Als solche wird eine Straße von allgemeinem nationalen Interesse eingestuft. Dies sagt nichts über die technische Art ihrer Errichtung aus. Nationalstraßen sind stets nummeriert. Ihre französische Bezeichnung lautet Route Nationale (RN).
- Landstraße: Eine Landstraße oder ländliche Piste weist an zumindest einem Ende ein ländliches Zentrum auf. Sie hat einen minimalen Ausbauzustand und ist weitgehend dem natürlichen Gelände angepasst, kann jedoch zu jeder Jahreszeit befahren werden. Ferner bestehen Landstraßen mit eigenem Kürzel, die nicht zwangsläufig dem baulichen Typus einer Landstraße entsprechen. Die französische Bezeichnung für beide Formen lautet Route Rurale (RR).
- Beschichtete oder asphaltierte Straße: Sie unterscheidet sich von der modernen Erdstraße (siehe unten) im Wesentlichen dadurch, dass sie mit Kies beschichtet oder asphaltiert ist, was ihr einen permanenten Charakter verleiht. Ihre französische Bezeichnung lautet Route Revêtue ou Bitumée (RB).
- Moderne Erdstraße: Moderne Erdstraßen wurden geotechnisch untersucht und aufwendig trassiert. Die Fahrbahn wurde wasserfrei gemacht und die Bauten auf Dauerhaftigkeit hin konzipiert. Ihre französische Bezeichnung lautet Route en Terre Moderne (RTM).
- Einfache Erdstraße: Es handelt sich um eine Straße mit einer Ausbaustufe, der eine grobe Trassierung vorangegangen ist. Sie folgt weitgehend dem natürlichen Gelände. Wasserläufe werden mittels Furten oder gemauerten Sohlen gequert. Ihre französische Bezeichnung lautet Route en Terre Sommaire (RTS).
- Einfache Piste: Eine einfache Piste ist wenig ausgebaut, mehr oder weniger dauerhaft und kann in der Regel nur wenig Straßenverkehr verkraften. Ihre französische Bezeichnung lautet Piste Sommaire (RTS).[1]

## Nationalstraßen
Die Tabelle ist nach Nationalstraße, Verlauf und Länge in Kilometern sowie die jeweils zugehörigen Regionen sortiert.
Die für die Regionen verwendeten Kürzel sind:
- NY = Hauptstadt Niamey
- AZ = Region Agadez
- DA = Region Diffa
- DO = Region Dosso
- MI = Region Maradi
- TA = Region Tahoua
- TI = Region Tillabéri
- ZR = Region Zinder

| Nationalstraße Nr. | Verlauf | Länge in km | NY | AZ | DA | DO | MI | TA | TI | ZR |
| ------------------ | --- | ----------- | -- | -- | -- | -- | -- | -- | -- | -- |
| Nationalstraße 1   | Mali (Staatsgrenze) – Ayérou – Tillabéri – Niamey – Margou Ganda – Dosso – Bolbol – Dogondoutchi – Bazaga – Birni-N’Konni – Tsernaoua – Madaoua – Guidan Roumdji – Maradi – Tchadoua – Takeita – Zinder – Mirriah – Guidiguir – Gouré – Goudoumaria – Djadjiri – Diffa – N’Guigmi – Tschad (Staatsgrenze) | 1601,7      | ✔  |    | ✔  | ✔  | ✔  | ✔  | ✔  | ✔  |
| Nationalstraße 2   | Nationalstraße 7 – Boureïmi | 109,1       |    |    |    | ✔  |    |    |    |    |
| Nationalstraße 3   | Bolbol – Koré Maïroua | 109,1       |    |    |    | ✔  |    |    |    |    |
| Nationalstraße 4   | Niamey – Djibo-Bakary-Brücke – Téra – Burkina Faso (Staatsgrenze) | 214,1       | ✔  |    |    |    |    |    | ✔  |    |
| Nationalstraße 5   | Téra – Fonéko – Yatakala – Mali (Staatsgrenze) | 152,4       |    |    |    |    |    |    | ✔  |    |
| Nationalstraße 6   | Niamey – Torodi – Burkina Faso (Staatsgrenze) | 119,5       | ✔  |    |    |    |    |    | ✔  |    |
| Nationalstraße 7   | Dosso – Benin (Staatsgrenze) | 156,4       |    |    |    | ✔  |    |    |    |    |
| Nationalstraße 8   | Nationalstraße 7 – Nigeria (Staatsgrenze) | 16,0        |    |    |    | ✔  |    |    |    |    |
| Nationalstraße 9   | Maradi – Nigeria (Staatsgrenze) | 49,2        |    |    |    |    | ✔  |    |    |    |
| Nationalstraße 10  | Takeita – Nigeria (Staatsgrenze) | 69,8        |    |    |    |    |    |    |    | ✔  |
| Nationalstraße 11  | Nigeria (Staatsgrenze) – Zinder – Sabon Kafi – Tanout – Abalama – Agadez – Arlit – Assamaka – Algerien (Staatsgrenze) | 980,9       |    | ✔  |    |    |    |    |    | ✔  |
| Nationalstraße 12  | Magaria – Nigeria (Staatsgrenze) | 61,4        |    |    |    |    |    |    |    | ✔  |
| Nationalstraße 13  | Tinkim – Nigeria (Staatsgrenze) | 78,1        |    |    |    |    |    |    |    | ✔  |
| Nationalstraße 14  | Dosso – Loga | 70,9        |    |    |    | ✔  |    |    |    |    |
| Nationalstraße 15  | Bagaroua – Badaguichiri | 124,2       |    |    |    |    |    | ✔  |    |    |
| Nationalstraße 16  | Madaoua – Bouza – Keita – Route Tahoua–Agadez | 172,3       |    |    |    |    |    | ✔  |    |    |
| Nationalstraße 17  | Tachar Atéfun – Nigeria (Staatsgrenze) | 25,1        |    |    |    |    |    | ✔  |    |    |
| Nationalstraße 18  | Maradi – Nigeria (Staatsgrenze) | 54,4        |    |    |    |    | ✔  |    |    |    |
| Nationalstraße 19  | Tchadoua – Mayahi – Belbédji | 156,5       |    |    |    |    | ✔  |    |    | ✔  |
| Nationalstraße 20  | Gazaoua – Nigeria (Staatsgrenze) | 67,2        |    |    |    |    | ✔  |    |    |    |
| Nationalstraße 21  | Agadez – Bilma – Toummou | 1207,0      |    | ✔  |    |    |    |    |    |    |
| Nationalstraße 22  | Mararaba Kao – Tchintabaraden – Tassara | 258,9       |    |    |    |    |    | ✔  |    |    |
| Nationalstraße 23  | Nationalstraße 25 – Tabla – Loga – Dogondoutchi | 131,1       |    |    |    | ✔  |    |    | ✔  |    |
| Nationalstraße 24  | Niamey – Ouallam – Banibangou – Mali (Staatsgrenze) | 294,7       | ✔  |    |    |    |    |    | ✔  |    |
| Nationalstraße 25  | Niamey – Balleyara – Filingué – Talcho – Abala – Sanam – Tébaram – Tahoua – Abalak – Agadez | 868,0       | ✔  | ✔  |    |    |    | ✔  | ✔  |    |
| Nationalstraße 26  | Agadez – Assawas – Ingall – Nationalstraße 25 | 156,2       |    | ✔  |    |    |    |    |    |    |
| Nationalstraße 27  | Niamey – Say – La Tapoa / Burkina Faso (Staatsgrenze) | 158,3       | ✔  |    |    |    |    |    | ✔  |    |
| Nationalstraße 28  | Birni-N’Konni – Nigeria (Staatsgrenze) | 6,7         |    |    |    |    |    | ✔  |    |    |
| Nationalstraße 29  | Tsernaoua – Dabnou – Tahoua – Barmou – Taza – Télemcès – Tillia | 273,5       |    |    |    |    |    | ✔  |    |    |
| Nationalstraße 30  | Kadata – Kornaka – Dakoro – Abalak | 231,5       |    |    |    |    | ✔  | ✔  |    |    |
| Nationalstraße 31  | Niamey – Kollo – Kirtachi | 101,2       | ✔  |    |    |    |    |    | ✔  |    |
| Nationalstraße 32  | Keita – Kangui – Dakoro – Belbédji – Samia – Sabon Kafi | 366,6       |    |    |    |    | ✔  | ✔  |    | ✔  |
| Nationalstraße 33  | Tillabéri – Ouallam – Farka – Filingué | 233,5       |    |    |    |    |    |    | ✔  |    |
| Nationalstraße 34  | Nationalstraße 11 – Kellé – Gouré | 187,5       |    |    |    |    |    |    |    | ✔  |
| Nationalstraße 35  | Gaya – Falmey – Margou Ganda – Yéda – Winditane | 268,9       |    |    |    | ✔  |    |    | ✔  |    |
| Nationalstraße 36  | Dogondoutchi – Dogonkiria – Bagaroua – Tébaram | 165,9       |    |    |    | ✔  |    | ✔  |    |    |
| Nationalstraße 37  | Kornaka – Mayahi – Tessaoua | 129,6       |    |    |    |    | ✔  |    |    |    |
| Nationalstraße 38  | Balleyara – Banibangou | 150,3       |    |    |    |    |    |    | ✔  |    |
| Nationalstraße 39  | Gothèye – Méhana – Fonéko | 143,9       |    |    |    |    |    |    | ✔  |    |
| Nationalstraße 40  | Tessaoua – Belbédji | 94,0        |    |    |    |    | ✔  |    |    | ✔  |
| Nationalstraße 41  | Diffa – Nigeria (Staatsgrenze) | 5,2         |    |    | ✔  |    |    |    |    |    |
| Nationalstraße 42  | Maïné-Soroa – Nigeria (Staatsgrenze) | 5,2         |    |    | ✔  |    |    |    |    |    |
| Nationalstraße 43  | Arbre du Ténéré – Dirkou | 322,0       |    | ✔  |    |    |    |    |    |    |
| Nationalstraße 44  | Malbaza – Dabnou | 32,3        |    |    |    |    |    | ✔  |    |    |
| Nationalstraße 45  | Tessaoua – Dan Djirgaou – Ourafane – Yagagi – Gangara – Guézawa | 151,3       |    |    |    |    | ✔  |    |    | ✔  |
| Nationalstraße 46  | Matamèye – Korgom – Nationalstraße 20 | 28,8        |    |    |    |    | ✔  |    |    | ✔  |

## Routen nach Region

### Hauptstadt Niamey
| Route Nr. | Zugehörige National- oder Landstraße | Beginn                                            | Ende                                              | Länge in km | Typ                                   |
| --------- | ------------------------------------ | ------------------------------------------------- | ------------------------------------------------- | ----------- | ------------------------------------- |
| 800       | Nationalstraße 1 (östlicher Teil)    | Niamey / Nationalstraße 1 (östlicher Teil; km 0)  | Nationalstraße 1 (östlicher Teil; km 22,55)       | 22,60       | beschichtete oder asphaltierte Straße |
| 801       | Nationalstraße 1 (westlicher Teil)   | Niamey / Nationalstraße 1 (westlicher Teil; km 0) | Nationalstraße 1 (westlicher Teil; km 11,9)       | 11,90       | beschichtete oder asphaltierte Straße |
| 802       | Nationalstraße 6                     | Niamey / Nationalstraße 6 (km 0)                  | Nationalstraße 6 (km 8,1)                         | 8,10        | beschichtete oder asphaltierte Straße |
| 803       | Nationalstraße 25                    | Niamey / Nationalstraße 25 (km 0)                 | Nationalstraße 25 (km 6,2)                        | 6,30        | beschichtete oder asphaltierte Straße |
| 804       | Nationalstraße 27                    | Niamey / Nationalstraße 27 (km 0)                 | Nationalstraße 27 (km 8,69)                       | 8,70        | beschichtete oder asphaltierte Straße |
| 805       | Nationalstraße 24                    | Lazaret / Nationalstraße 24 (km 6)                | Niamey Stadtausfahrt / Nationalstraße 24 (km 9,3) | 3,80        | beschichtete oder asphaltierte Straße |
| 806       | Nationalstraße 31                    | Niamey / Nationalstraße 31 (km 0)                 | Nationalstraße 31 (km 11,67)                      | 11,70       | beschichtete oder asphaltierte Straße |
| 807       | Nationalstraße 4                     | Niamey / Nationalstraße 6 (km 8)                  | Nationalstraße 4 (km 4)                           | 3,50        | moderne Erdstraße                     |
| 808       | Nationalstraße 24                    | Niamey / Nationalstraße 24 (km 0)                 | Lazaret                                           | 5,90        | beschichtete oder asphaltierte Straße |

### Region Agadez
| Route Nr. | Zugehörige National- oder Landstraße | Beginn                                      | Ende                                        | Länge in km | Typ                                   |
| --------- | ------------------------------------ | ------------------------------------------- | ------------------------------------------- | ----------- | ------------------------------------- |
| 100       | Nationalstraße 11 (nördlicher Teil)  | Nationalstraße 11 (nördlicher Teil; km 268) | Nationalstraße 11 (nördlicher Teil; km 327) | 58,60       | beschichtete oder asphaltierte Straße |
| 101       | Nationalstraße 11 (nördlicher Teil)  | Abalama                                     | Agadez                                      | 76,70       | beschichtete oder asphaltierte Straße |
| 102       | Nationalstraße 26                    | Agadez                                      | Assawas                                     | 54,00       | einfache Erdstraße                    |
| 103       | –                                    | Assawas                                     | Tegguida-n-Tessoum                          | 110,00      | einfache Piste                        |
| 104       | –                                    | Tegguida-n-Tessoum                          | Algerien (Staatsgrenze)                     | 290,00      | einfache Piste                        |
| 105       | Nationalstraße 21                    | Agadez                                      | Bilma                                       | 660,00      | einfache Piste                        |
| 106       | Nationalstraße 25                    | Route Tahoua–Agadez (km 200)                | Agadez                                      | 192,80      | beschichtete oder asphaltierte Straße |
| 107       | –                                    | Inagar                                      | Ingall                                      | 80,00       | einfache Piste                        |
| 108       | Nationalstraße 26                    | Assawas                                     | Ingall                                      | 54,00       | einfache Erdstraße                    |
| 109       | –                                    | Route Tahoua–Agadez (km 162,5)              | Inagar                                      | 49,00       | einfache Piste                        |
| 110       | Nationalstraße 26                    | Ingall                                      | Nationalstraße 25 (km 718,1)                | 48,20       | beschichtete oder asphaltierte Straße |
| 111       | –                                    | Route Tahoua–Agadez                         | Tchirozérine                                | 12,80       | beschichtete oder asphaltierte Straße |
| 112       | –                                    | Ingall                                      | Tegguida-n-Tessoum                          | 80,00       | einfache Piste                        |
| 113       | Nationalstraße 11 (nördlicher Teil)  | Agadez                                      | Arlit                                       | 242,70      | beschichtete oder asphaltierte Straße |
| 114       | Nationalstraße 11 (nördlicher Teil)  | Arlit                                       | Assamaka                                    | 170,00      | einfache Piste                        |
| 115       | Landstraße RR1-001                   | Agadez                                      | Tabelot                                     | 135,00      | einfache Piste                        |
| 116       | Landstraße RR1-002                   | Agadez                                      | Elméki                                      | 115,00      | einfache Piste                        |
| 117       | Landstraße RR1-003                   | Tchirozérine                                | Tafadek                                     | 15,00       | einfache Piste                        |
| 118       | –                                    | Route Tahoua–Agadez                         | Marandet                                    | 22,00       | einfache Piste                        |
| 119       | –                                    | Route Tahoua–Agadez                         | Ekawel                                      | 12,00       | einfache Piste                        |
| 120       | Nationalstraße 11 (nördlicher Teil)  | Nationalstraße 11 (nördlicher Teil, km 327) | Abalama                                     | 34,30       | beschichtete oder asphaltierte Straße |
| 121       | –                                    | Elméki                                      | Timia                                       | 91,00       | einfache Piste                        |
| 122       | –                                    | Timia                                       | Arlit                                       | 249,00      | einfache Piste                        |
| 123       | Nationalstraße 21                    | Bilma                                       | Toummou                                     | 547,00      | einfache Piste                        |
| 124       | Landstraße RR1-002                   | Elméki                                      | Iférouane                                   | 180,00      | einfache Piste                        |
| 125       | Nationalstraße 11 (nördlicher Teil)  | Assamaka                                    | Algerien (Staatsgrenze)                     | 18,00       | einfache Piste                        |
| 126       | Nationalstraße 43                    | Arbre du Ténéré / Nationalstraße 21         | Dirkou                                      | 322,00      | einfache Piste                        |

### Region Diffa
| Route Nr. | Zugehörige National- oder Landstraße | Beginn                                       | Ende                   | Länge in km | Typ                                   |
| --------- | ------------------------------------ | -------------------------------------------- | ---------------------- | ----------- | ------------------------------------- |
| 200       | Nationalstraße 1 (östlicher Teil)    | Goudoumaria                                  | Djadjiri               | 39,30       | beschichtete oder asphaltierte Straße |
| 201       | Nationalstraße 1 (östlicher Teil)    | Djadjiri                                     | Diffa                  | 149,20      | beschichtete oder asphaltierte Straße |
| 202       | Nationalstraße 1 (östlicher Teil)    | Diffa                                        | N’Guigmi               | 130,90      | beschichtete oder asphaltierte Straße |
| 203       | Nationalstraße 1 (östlicher Teil)    | N’Guigmi                                     | Tschad (Staatsgrenze)  | 117,00      | einfache Piste                        |
| 204       | Landstraße RR2-002                   | Djadjiri                                     | Nigeria (Staatsgrenze) | 24,00       | einfache Piste                        |
| 205       | –                                    | Chétimari                                    | Issari                 | 59,00       | einfache Piste                        |
| 206       | Nationalstraße 42                    | Maïné-Soroa                                  | Nigeria (Staatsgrenze) | 13,00       | Landstraße                            |
| 207       | Nationalstraße 41                    | Diffa                                        | Nigeria (Staatsgrenze) | 5,20        | Landstraße                            |
| 208       | Landstraße RR2-001                   | Bosso                                        | Kabléwa                | 55,00       | einfache Piste                        |
| 209       | –                                    | N’Guigmi                                     | Termit                 | 320,00      | einfache Piste                        |
| 210       | –                                    | N’Guigmi                                     | N’Gourti               | 140,00      | einfache Piste                        |
| 211       | –                                    | N’Guigmi                                     | Bosso                  | 90,00       | einfache Piste                        |
| 212       | Nationalstraße 1 (östlicher Teil)    | Nationalstraße 1 (östlicher Teil; km 1122,9) | Goudoumaria            | 43,30       | beschichtete oder asphaltierte Straße |
| 213       | Landstraße RR2-003                   | Goudoumaria                                  | Nigeria (Staatsgrenze) | 32,00       | einfache Piste                        |
| 214       | –                                    | Maïné-Soroa                                  | Gachoua                | 9,30        | Landstraße                            |

### Region Dosso
| Route Nr. | Zugehörige National- oder Landstraße | Beginn                                     | Ende                                      | Länge in km | Typ                                   |
| --------- | ------------------------------------ | ------------------------------------------ | ----------------------------------------- | ----------- | ------------------------------------- |
| 300       | Nationalstraße 1 (östlicher Teil)    | Margou Ganda                               | Dosso                                     | 39,60       | beschichtete oder asphaltierte Straße |
| 301       | Landstraße RR3-007                   | Birni N’Gaouré                             | Kiota                                     | 24,30       | beschichtete oder asphaltierte Straße |
| 302       | Nationalstraße 1 (östlicher Teil)    | Dosso                                      | Bolbol                                    | 43,00       | beschichtete oder asphaltierte Straße |
| 303       | Nationalstraße 1 (östlicher Teil)    | Bolbol                                     | Dogondoutchi                              | 93,60       | beschichtete oder asphaltierte Straße |
| 304       | Nationalstraße 1 (östlicher Teil)    | Dogondoutchi                               | Nationalstraße 1 (östlicher Teil; km 342) | 70,10       | beschichtete oder asphaltierte Straße |
| 305       | Nationalstraße 2                     | Nationalstraße 7 (km 86)                   | Boureïmi                                  | 109,10      | einfache Erdstraße                    |
| 306       | Nationalstraße 3                     | Bolbol                                     | Koré Maïroua                              | 91,00       | moderne Erdstraße                     |
| 307       | Nationalstraße 7                     | Dosso                                      | Nationalstraße 7 (km 82,8)                | 82,90       | beschichtete oder asphaltierte Straße |
| 308       | Nationalstraße 7                     | Nationalstraße 7 (km 82,8)                 | Benin (Staatsgrenze)                      | 73,50       | beschichtete oder asphaltierte Straße |
| 309       | Nationalstraße 8                     | Nationalstraße 7 (km 140)                  | Nigeria (Staatsgrenze)                    | 16,00       | beschichtete oder asphaltierte Straße |
| 310       | Nationalstraße 14                    | Dosso                                      | Loga                                      | 70,90       | moderne Erdstraße                     |
| 311       | Nationalstraße 23                    | Loga                                       | Dogondoutchi                              | 91,00       | moderne Erdstraße                     |
| 312       | Nationalstraße 35                    | Margou Ganda                               | Yéda                                      | 63,10       | Landstraße                            |
| 313       | Nationalstraße 35                    | Falmey                                     | Margou Ganda                              | 59,40       | moderne Erdstraße                     |
| 314       | Nationalstraße 35                    | Gaya                                       | Falmey                                    | 119,80      | moderne Erdstraße                     |
| 315       | Nationalstraße 36                    | Dogondoutchi                               | Dogonkiria                                | 73,80       | moderne Erdstraße                     |
| 316       | Nationalstraße 36                    | Dogonkiria                                 | Bagaroua                                  | 66,40       | moderne Erdstraße                     |
| 317       | Landstraße RR3-002                   | Malgorou                                   | Guéza                                     | 39,40       | Landstraße                            |
| 318       | Landstraße RR3-006                   | Gaya                                       | Tara                                      | 6,90        | einfache Erdstraße                    |
| 319       | Landstraße RR3-005                   | Kodo                                       | Harikanassou                              | 17,10       | einfache Erdstraße                    |
| 320       | –                                    | Koygolo                                    | Yéni                                      | 4,67        | einfache Erdstraße                    |
| 321       | –                                    | Banizoumbou                                | Boumba                                    | 4,30        | einfache Erdstraße                    |
| 322       | Landstraße RR3-003                   | Karakara                                   | Léguéré                                   | 24,10       | Landstraße                            |
| 323       | Landstraße RR3-008                   | Dogondoutchi                               | Kurdula                                   | 32,60       | Landstraße                            |
| 324       | Landstraße RR3-010                   | Douméga                                    | Nigeria (Staatsgrenze)                    | 12,10       | Landstraße                            |
| 325       | Landstraße RR3-001                   | Nationalstraße 7 (km 134,6)                | Yélou                                     | 36,60       | Landstraße                            |
| 326       | Landstraße RR3-004                   | Dioundiou                                  | Nigeria (Staatsgrenze)                    | 18,10       | Landstraße                            |
| 327       | –                                    | Gaya                                       | Dolé                                      | 33,68       | Landstraße                            |
| 328       | –                                    | Tibiri                                     | Nassarawa                                 | 6,91        | Landstraße                            |
| 329       | –                                    | Sabongari                                  | Tounouga                                  | 22,30       | Landstraße                            |
| 330       | –                                    | Rigia Samna                                | Toudoun Jaka                              | 137,50      | einfache Piste                        |
| 331       | –                                    | Dogonkiria                                 | Guéza                                     | 99,00       | einfache Piste                        |
| 332       | –                                    | Diney Zougou                               | Kolbou Djerma                             | 37,00       | einfache Piste                        |
| 333       | Landstraße RR3-009                   | Koré Maïroua                               | Toumbo Bouya                              | 32,60       | Landstraße                            |
| 334       | –                                    | Koygolo                                    | Sokorbé                                   | 22,76       | Landstraße                            |
| 335       | –                                    | Dosso                                      | Zabori                                    | 57,80       | einfache Piste                        |
| 336       | –                                    | Dogondoutchi                               | Bachaka                                   | 22,60       | einfache Piste                        |
| 337       | Nationalstraße 1 (östlicher Teil)    | Nationalstraße 1 (östlicher Teil; km 67,7) | Margou Ganda                              | 27,10       | beschichtete oder asphaltierte Straße |
| 338       | Nationalstraße 23                    | Tabla                                      | Loga                                      | 32,60       | moderne Erdstraße                     |
| 339       | –                                    | Koré Béchimi                               | Birni Falla                               | 8,09        | Landstraße                            |
| 340       | –                                    | Sia                                        | Téla                                      | 21,35       | Landstraße                            |
| 341       | –                                    | Bagagi                                     | Soucoucoutane                             | 48,77       | Landstraße                            |
| 342       | –                                    | Dosso                                      | Dey Tagui Attili                          | 60,43       | Landstraße                            |
| 343       | –                                    | Agali                                      | Zabori                                    | 52,10       | Landstraße                            |
| 344       | –                                    | Guito Do                                   | Sambéra                                   | 36,59       | Landstraße                            |
| 345       | Landstraße RR3-011                   | Angoual Marafa                             | Douméga                                   | 29,00       | Landstraße                            |
| 346       | –                                    | Chikal Chanyassou                          | Kiria                                     | 94,00       | einfache Piste                        |
| 347       | –                                    | Kayan                                      | Kiota                                     | 46,00       | einfache Piste                        |
| 348       | –                                    | Loga                                       | Dorodji                                   | 75,00       | einfache Piste                        |
| 349       | –                                    | Dosso                                      | Ounna                                     | 102,00      | einfache Piste                        |
| 350       | –                                    | Mokko / Garankédey                         | Kiota                                     | 27,00       | einfache Piste                        |
| 351       | –                                    | Dosso                                      | Mallam Koira                              | 112,00      | einfache Piste                        |
| 352       | Landstraße RR3-007                   | Kiota                                      | Kolbou Djerma                             | 6,50        | Landstraße                            |
| 353       | –                                    | Bana                                       | Faska / Nigeria (Staatsgrenze)            | 9,25        | Landstraße                            |
| 354       | –                                    | Yélou                                      | Nigeria (Staatsgrenze)                    | 12,29       | Landstraße                            |
| 355       | –                                    | Koutoumbou                                 | Nigeria (Staatsgrenze)                    | 11,32       | Landstraße                            |
| 356       | –                                    | Dioundiou                                  | Komakaïna                                 | 9,31        | Landstraße                            |
| 357       | –                                    | Sia                                        | Nationalstraße 7 (km 98)                  | 25,26       | Landstraße                            |
| 358       | –                                    | Nationalstraße 7 (km 98)                   | Kawara N’Débé                             | 5,22        | Landstraße                            |
| 359       | –                                    | Kizamou                                    | Nigeria (Staatsgrenze)                    | 11,37       | Landstraße                            |
| 360       | –                                    | Tourobon                                   | Mokko                                     | 59,62       | Landstraße                            |
| 361       | –                                    | Tombokoirey I                              | Wanga Kaïna                               | 8,51        | Landstraße                            |
| 362       | –                                    | Nationalstraße 14                          | Goutoumbou                                | 2,81        | Landstraße                            |
| 363       | –                                    | Régi                                       | Farey                                     | 6,24        | Landstraße                            |
| 364       | –                                    | Dosso                                      | Gorou Yéno                                | 34,34       | Landstraße                            |
| 365       | Landstraße RR3-007                   | Kolbou Djerma                              | Kabé                                      | 33,50       | einfache Piste                        |
| 366       | –                                    | Gobéri Goubey                              | Fandou Bali Bali                          | 6,26        | Landstraße                            |
| 367       | –                                    | Boumba                                     | Keina Boumba                              | 3,29        | Landstraße                            |
| 368       | –                                    | Boureïmi                                   | Baro Koira                                | 24,79       | Landstraße                            |
| 369       | –                                    | Tombo Tameye                               | Kossey                                    | 4,27        | Landstraße                            |
| 370       | –                                    | Aholé                                      | Bouzaé                                    | 4,99        | Landstraße                            |
| 371       | –                                    | Koira Tégui                                | Sabon Birni                               | 13,03       | Landstraße                            |

### Region Maradi
| Route Nr. | Zugehörige National- oder Landstraße | Beginn                                          | Ende                                                   | Länge in km | Typ                                   |
| --------- | ------------------------------------ | ----------------------------------------------- | ------------------------------------------------------ | ----------- | ------------------------------------- |
| 400       | Nationalstraße 1 (östlicher Teil)    | Nationalstraße 1 (östlicher Teil; km 555)       | Guidan Roumdji                                         | 42,40       | beschichtete oder asphaltierte Straße |
| 401       | Nationalstraße 1 (östlicher Teil)    | Guidan Roumdji                                  | Maradi                                                 | 57,60       | beschichtete oder asphaltierte Straße |
| 402       | Nationalstraße 1 (östlicher Teil)    | Maradi                                          | Tchadoua                                               | 39,00       | beschichtete oder asphaltierte Straße |
| 403       | Nationalstraße 1 (östlicher Teil)    | Tchadoua                                        | Nationalstraße 1 (östlicher Teil; km 802)              | 106,50      | beschichtete oder asphaltierte Straße |
| 404       | Nationalstraße 9                     | Maradi                                          | Nigeria (Staatsgrenze)                                 | 49,20       | beschichtete oder asphaltierte Straße |
| 405       | Nationalstraße 18                    | Maradi                                          | Nigeria (Staatsgrenze)                                 | 54,40       | einfache Erdstraße                    |
| 406       | Nationalstraße 19                    | Tchadoua                                        | Mayahi                                                 | 53,50       | moderne Erdstraße                     |
| 407       | Nationalstraße 20                    | Gazaoua                                         | Nigeria (Staatsgrenze)                                 | 67,20       | moderne Erdstraße                     |
| 408       | Nationalstraße 30                    | Kadata                                          | Kornaka                                                | 60,50       | moderne Erdstraße                     |
| 409       | Nationalstraße 30                    | Kornaka                                         | Dakoro                                                 | 51,00       | moderne Erdstraße                     |
| 410       | Nationalstraße 32                    | Dakoro                                          | Nationalstraße 32 (km 218)                             | 94,30       | moderne Erdstraße                     |
| 411       | Nationalstraße 46                    | Korgom                                          | Nationalstraße 20                                      | 3,80        | Landstraße                            |
| 412       | Landstraße RR4-002                   | Guidan Daouda                                   | Maraka                                                 | 29,70       | Landstraße                            |
| 413       | Landstraße RR4-001                   | Tchadoua                                        | Gazaoua                                                | 69,70       | Landstraße                            |
| 414       | Nationalstraße 37                    | Kornaka                                         | Kotaré / Mayahi                                        | 87,40       | einfache Erdstraße                    |
| 415       | Landstraße RR4-006                   | Aguié                                           | Kotaré                                                 | 48,70       | Landstraße                            |
| 416       | Landstraße RR4-005                   | Maïfarou                                        | Gollom                                                 | 25,60       | Landstraße                            |
| 417       | Nationalstraße 37                    | Tessaoua                                        | Gabaouri                                               | 43,60       | Landstraße                            |
| 418       | Landstraße RR4-003                   | Dan Maïro                                       | Bader                                                  | 96,50       | Landstraße                            |
| 419       | Landstraße RR4-003                   | Saé Saboua                                      | Dan Maïro                                              | 49,10       | einfache Piste                        |
| 420       | Nationalstraße 37                    | Mayahi                                          | Tessaoua                                               | 42,20       | moderne Erdstraße                     |
| 421       | –                                    | Chadakori                                       | Maïki                                                  | 48,16       | Landstraße                            |
| 422       | Nationalstraße 45                    | Dan Djirgaou                                    | Ourafane                                               | 22,90       | einfache Piste                        |
| 423       | –                                    | Gazaoua                                         | Assaya                                                 | 16,00       | einfache Piste                        |
| 424       | –                                    | Dan-Issa                                        | Tapkin Guiwa                                           | 43,00       | einfache Piste                        |
| 425       | –                                    | Maraka                                          | Angoual Roumdji                                        | 17,00       | einfache Piste                        |
| 426       | –                                    | Nationalstraße 18 (km 6,7)                      | Sarkin Yamma                                           | 18,86       | einfache Erdstraße                    |
| 427       | –                                    | Kollya                                          | Guidan Sori                                            | 18,02       | einfache Erdstraße                    |
| 428       | Landstraße RR4-004                   | Aguié                                           | Nigeria (Staatsgrenze)                                 | 19,70       | Landstraße                            |
| 429       | –                                    | Nationalstraße 1 (östlicher Teil)               | Nigeria (Staatsgrenze)                                 | 14,00       | einfache Piste                        |
| 430       | Nationalstraße 30                    | Dakoro                                          | Bermo (Grenze zwischen den Regionen Maradi und Tahoua) | 69,10       | einfache Piste                        |
| 431       | Nationalstraße 32                    | Kangui / Nationalstraße 32 (km 87)              | Dakoro                                                 | 38,20       | moderne Erdstraße                     |
| 432       | Landstraße RR4-007                   | Gao / Nationalstraße 1 (östlicher Teil; km 650) | Zaourami                                               | 12,60       | einfache Erdstraße                    |
| 433       | –                                    | Tarna                                           | Madarounfa                                             | 23,00       | einfache Piste                        |
| 434       | –                                    | Guidan Sori                                     | Guidan                                                 | 30,00       | einfache Piste                        |
| 435       | –                                    | Toda                                            | Nigeria (Staatsgrenze)                                 | 35,00       | einfache Piste                        |
| 436       | –                                    | Farou                                           | Firdji                                                 | 1,00        | einfache Piste                        |
| 437       | –                                    | Korahane                                        | Dikitane                                               | 11,00       | einfache Piste                        |
| 438       | Nationalstraße 19                    | Mayahi                                          | Grenze zwischen den Regionen Maradi und Zinder         | 83,00       | einfache Piste                        |
| 439       | Nationalstraße 40                    | Tessaoua                                        | Grenze zwischen den Regionen Maradi und Zinder         | 33,00       | einfache Piste                        |
| 440       | Landstraße RR4-007                   | Zaourami                                        | Saé Saboua                                             | 28,00       | einfache Piste                        |
| 441       | Nationalstraße 45                    | Tessaoua                                        | Dan Djirgaou                                           | 19,10       | Landstraße                            |
| 443       | –                                    | Bougouzawa                                      | Birnin Kouka                                           | 15,61       | Landstraße                            |
| 444       | Landstraße RR4-004                   | Guidan Kané                                     | Guidan Chinaou                                         | 2,10        | Landstraße                            |
| 445       | –                                    | Janjouna Dan Tani                               | Chadakori                                              | 6,16        | Landstraße                            |
| 446       | –                                    | Gadambo                                         | Tchizon Kourégué                                       | 3,35        | Landstraße                            |
| 447       | –                                    | Assaya                                          | Birnin Guéza                                           | 6,07        | Landstraße                            |
| 448       | –                                    | Guidan Sori                                     | Guidan Roumdji                                         | 26,70       | Landstraße                            |

### Region Tahoua
| Route Nr. | Zugehörige National- oder Landstraße | Beginn                                                 | Ende                                        | Länge in km | Typ                                   |
| --------- | ------------------------------------ | ------------------------------------------------------ | ------------------------------------------- | ----------- | ------------------------------------- |
| 500       | Nationalstraße 1 (östlicher Teil)    | Bazaga                                                 | Bazaga (+ 11,1 km)                          | 11,20       | beschichtete oder asphaltierte Straße |
| 501       | Nationalstraße 1 (östlicher Teil)    | Bazaga (+ 11,1 km)                                     | Birni-N’Konni                               | 12,30       | beschichtete oder asphaltierte Straße |
| 502       | Nationalstraße 1 (östlicher Teil)    | Birni-N’Konni                                          | Tsernaoua                                   | 14,30       | beschichtete oder asphaltierte Straße |
| 503       | Nationalstraße 1 (östlicher Teil)    | Tsernaoua                                              | Madaoua                                     | 72,50       | beschichtete oder asphaltierte Straße |
| 504       | Nationalstraße 15                    | Bagaroua                                               | Badaguichiri                                | 124,20      | moderne Erdstraße                     |
| 505       | Nationalstraße 16                    | Madaoua                                                | Bouza                                       | 63,70       | moderne Erdstraße                     |
| 506       | Nationalstraße 16                    | Bouza                                                  | Keita                                       | 54,10       | moderne Erdstraße                     |
| 507       | Nationalstraße 16                    | Keita                                                  | Route Tahoua–Agadez (km 20,6)               | 54,50       | moderne Erdstraße                     |
| 508       | –                                    | Nationalstraße 16 (km 23)                              | Taboyé                                      | 9,50        | moderne Erdstraße                     |
| 509       | Nationalstraße 17                    | Tachar Atéfun                                          | Nigeria (Staatsgrenze)                      | 25,10       | einfache Erdstraße                    |
| 510       | Nationalstraße 22                    | Mararaba Kao                                           | Tchintabaraden                              | 82,90       | moderne Erdstraße                     |
| 511       | Nationalstraße 25                    | Tahoua                                                 | Abalak                                      | 133,30      | beschichtete oder asphaltierte Straße |
| 512       | Nationalstraße 28                    | Birni-N’Konni                                          | Nigeria (Staatsgrenze)                      | 6,70        | beschichtete oder asphaltierte Straße |
| 513       | Nationalstraße 29                    | Dabnou                                                 | Tahoua                                      | 84,00       | beschichtete oder asphaltierte Straße |
| 514       | Nationalstraße 29                    | Tsernaoua                                              | Dabnou                                      | 31,50       | beschichtete oder asphaltierte Straße |
| 515       | Nationalstraße 44                    | Malbaza (Ost)                                          | Dabnou                                      | 32,30       | einfache Erdstraße                    |
| 516       | Nationalstraße 32                    | Keita                                                  | Kangui / Nationalstraße 32 (km 87)          | 88,20       | moderne Erdstraße                     |
| 517       | Landstraße RR5-003                   | Badaguichiri                                           | Laba                                        | 69,30       | Landstraße                            |
| 518       | Landstraße RR5-005                   | Aréwa                                                  | Kabobi                                      | 35,30       | moderne Erdstraße                     |
| 519       | Landstraße RR5-001                   | Madaoua                                                | Karofane                                    | 31,00       | moderne Erdstraße                     |
| 520       | Landstraße RR5-002                   | Illéla                                                 | Saléwa                                      | 54,70       | Landstraße                            |
| 521       | Landstraße RR5-004                   | Rididi                                                 | Tamaské                                     | 41,90       | Landstraße                            |
| 522       | Landstraße RR5-001                   | Karofane                                               | Bouza                                       | 20,10       | Landstraße                            |
| 523       | –                                    | Tahoua                                                 | Bambeye                                     | 30,00       | einfache Piste                        |
| 524       | Nationalstraße 29                    | Tahoua                                                 | Barmou                                      | 60,00       | einfache Piste                        |
| 525       | Nationalstraße 22                    | Tchintabaraden                                         | Tassara                                     | 176,00      | einfache Piste                        |
| 526       | –                                    | Tassara                                                | Abalak                                      | 34,00       | einfache Piste                        |
| 527       | Nationalstraße 25                    | Tébaram                                                | Tahoua                                      | 90,00       | einfache Piste                        |
| 528       | –                                    | Takanamat                                              | Tillia                                      | 230,00      | einfache Piste                        |
| 529       | –                                    | Bouza                                                  | Madetta                                     | 17,25       | Landstraße                            |
| 530       | –                                    | Nationalstraße 16                                      | Karofane                                    | 70,00       | einfache Piste                        |
| 531       | –                                    | Route Tahoua–Agadez (km 90)                            | Ibécétane                                   | 7,00        | einfache Piste                        |
| 532       | –                                    | Route Tahoua–Agadez                                    | Tofaminir                                   | 15,00       | einfache Piste                        |
| 533       | –                                    | Gadamata                                               | Tamaské                                     | 65,00       | einfache Erdstraße                    |
| 534       | –                                    | Ibohamane                                              | Insafari                                    | 44,96       | einfache Erdstraße                    |
| 535       | –                                    | Laba                                                   | Barzanga                                    | 21,49       | einfache Erdstraße                    |
| 536       | Nationalstraße 1 (östlicher Teil)    | Nationalstraße 1 (östlicher Teil; km 340,8)            | Bazaga                                      | 50,70       | beschichtete oder asphaltierte Straße |
| 537       | Nationalstraße 1 (östlicher Teil)    | Madaoua                                                | Nationalstraße 1 (östlicher Teil; km 555,5) | 54,90       | beschichtete oder asphaltierte Straße |
| 538       | Nationalstraße 25                    | Abalak                                                 | Route Tahoua–Agadez (km 200)                | 70,00       | beschichtete oder asphaltierte Straße |
| 539       | –                                    | Tama                                                   | Guidan Albakari                             | 91,37       | Landstraße                            |
| 540       | Nationalstraße 30                    | Bermo (Grenze zwischen den Regionen Maradi und Tahoua) | Abalak                                      | 50,90       | einfache Piste                        |
| 541       | –                                    | Balbaja / Nabi                                         | Etrinkawel                                  | 15,00       | einfache Piste                        |
| 542       | –                                    | Maylerhi / Changnassou                                 | Guéza                                       | 68,00       | einfache Piste                        |
| 543       | –                                    | Badaguichiri                                           | Kaoura Abdou                                | 70,00       | Landstraße                            |
| 544       | –                                    | Karofane                                               | Dikitane                                    | 49,00       | einfache Piste                        |
| 545       | Nationalstraße 25                    | Grenze zwischen den Regionen Tahoua und Tillabéri      | Tébaram                                     | 48,00       | einfache Piste                        |
| 546       | Nationalstraße 29                    | Barmou / Taza                                          | Télemcès / Tillia                           | 98,00       | einfache Piste                        |
| 547       | –                                    | Changnassou                                            | Dallobi                                     | 37,12       | Landstraße                            |
| 548       | –                                    | Nationalstraße 15                                      | Guilley                                     | 11,66       | Landstraße                            |
| 549       | –                                    | Tamaské                                                | Agouloum                                    | 9,46        | Landstraße                            |
| 550       | Nationalstraße 36                    | Bagaroua                                               | Tébaram                                     | 25,70       | moderne Erdstraße                     |
| 551       | –                                    | Landstraße RR5-003 (km 45,521)                         | Garhanga                                    | 6,30        | Landstraße                            |

### Region Tillabéri
| Route Nr. | Zugehörige National- oder Landstraße | Beginn                                            | Ende                                              | Länge in km | Typ                                   |
| --------- | ------------------------------------ | ------------------------------------------------- | ------------------------------------------------- | ----------- | ------------------------------------- |
| 600       | Nationalstraße 1 (östlicher Teil)    | Nationalstraße 1 (östlicher Teil; km 22,5)        | Nationalstraße 1 (östlicher Teil; km 67,59)       | 45,00       | beschichtete oder asphaltierte Straße |
| 601       | Nationalstraße 1 (westlicher Teil)   | Nationalstraße 1 (westlicher Teil; km 11,9)       | Nationalstraße 1 (westlicher Teil; km 56,2)       | 44,10       | beschichtete oder asphaltierte Straße |
| 602       | Nationalstraße 1 (westlicher Teil)   | Nationalstraße 1 (westlicher Teil; km 56,2)       | Tillabéri                                         | 53,80       | beschichtete oder asphaltierte Straße |
| 603       | Nationalstraße 1 (westlicher Teil)   | Tillabéri                                         | Ayérou                                            | 86,90       | beschichtete oder asphaltierte Straße |
| 604       | Nationalstraße 1 (westlicher Teil)   | Ayérou                                            | Mali (Staatsgrenze)                               | 37,50       | beschichtete oder asphaltierte Straße |
| 605       | Nationalstraße 4                     | Nationalstraße 1 (westlicher Teil; km 56,2)       | Djibo-Bakary-Brücke                               | 1,60        | beschichtete oder asphaltierte Straße |
| 606       | Nationalstraße 4                     | Djibo-Bakary-Brücke                               | Téra                                              | 112,70      | beschichtete oder asphaltierte Straße |
| 607       | Nationalstraße 4                     | Téra                                              | Burkina Faso (Staatsgrenze)                       | 41,80       | beschichtete oder asphaltierte Straße |
| 608       | Nationalstraße 5                     | Téra                                              | Fonéko                                            | 24,50       | moderne Erdstraße                     |
| 609       | Nationalstraße 6                     | Nationalstraße 6 (km 8,1)                         | Torodi                                            | 52,00       | beschichtete oder asphaltierte Straße |
| 610       | Nationalstraße 6                     | Torodi                                            | Burkina Faso (Staatsgrenze)                       | 59,40       | beschichtete oder asphaltierte Straße |
| 611       | Nationalstraße 23                    | Nationalstraße 25 (km 98,6)                       | Tabla                                             | 7,50        | moderne Erdstraße                     |
| 613       | Nationalstraße 24                    | Niamey Stadtausfahrt / Nationalstraße 24 (km 9,3) | Ouallam                                           | 91,10       | beschichtete oder asphaltierte Straße |
| 614       | Nationalstraße 24                    | Ouallam                                           | Banibangou                                        | 144,80      | moderne Erdstraße                     |
| 615       | Nationalstraße 24                    | Banibangou                                        | Mali (Staatsgrenze)                               | 49,10       | moderne Erdstraße                     |
| 616       | Nationalstraße 25                    | Nationalstraße 25 (km 6,2)                        | Balleyara                                         | 91,40       | beschichtete oder asphaltierte Straße |
| 617       | Nationalstraße 25                    | Balleyara                                         | Filingué                                          | 82,00       | beschichtete oder asphaltierte Straße |
| 618       | Nationalstraße 25                    | Filingué                                          | Talcho                                            | 24,20       | einfache Erdstraße                    |
| 619       | –                                    | Talcho                                            | Tébaram                                           | 130,00      | einfache Piste                        |
| 620       | Nationalstraße 25                    | Talcho                                            | Abala                                             | 41,60       | einfache Erdstraße                    |
| 621       | –                                    | Abala                                             | Ikarfan                                           | 52,30       | einfache Piste                        |
| 622       | Nationalstraße 27                    | Nationalstraße 27 (km 8,7)                        | Say                                               | 47,10       | beschichtete oder asphaltierte Straße |
| 623       | Nationalstraße 27                    | Say                                               | La Tapoa                                          | 92,30       | moderne Erdstraße                     |
| 624       | Nationalstraße 27                    | Nationalstraße 27 (km 93,3)                       | Burkina Faso (Staatsgrenze)                       | 10,20       | moderne Erdstraße                     |
| 625       | Nationalstraße 31                    | Nationalstraße 31 (km 11,7)                       | Kollo                                             | 22,70       | beschichtete oder asphaltierte Straße |
| 626       | Nationalstraße 39                    | Méhana                                            | Fonéko                                            | 59,70       | moderne Erdstraße                     |
| 627       | Nationalstraße 5                     | Fonéko                                            | Yatakala                                          | 92,90       | einfache Erdstraße                    |
| 628       | Nationalstraße 33                    | Tillabéri                                         | Ouallam                                           | 70,80       | moderne Erdstraße                     |
| 629       | Nationalstraße 38                    | Balleyara                                         | Banibangou                                        | 150,30      | moderne Erdstraße                     |
| 630       | Landstraße RR6-004                   | Bonkoukou                                         | Chikal                                            | 45,00       | Landstraße                            |
| 631       | Landstraße RR6-001                   | Kollo                                             | Dantchandou                                       | 55,20       | Landstraße                            |
| 632       | Landstraße RR6-001                   | Dantchandou                                       | Nationalstraße 25 (km 39)                         | 39,90       | Landstraße                            |
| 633       | Landstraße RR6-002                   | Say                                               | Kobadjé                                           | 61,70       | Landstraße                            |
| 634       | –                                    | Nationalstraße 25 (km 193,6)                      | Toukounous                                        | 5,59        | einfache Erdstraße                    |
| 635       | Nationalstraße 4                     | Nationalstraße 4 (km 4)                           | Djibo-Bakary-Brücke                               | 54,50       | moderne Erdstraße                     |
| 636       | Landstraße RR6-003                   | Tondikiwindi / Nationalstraße 24                  | Mangaïzé                                          | 27,20       | einfache Erdstraße                    |
| 637       | Landstraße RR6-005                   | Famalé                                            | Gaïgorou                                          | 4,60        | Landstraße                            |
| 638       | Landstraße RR6-006                   | Nationalstraße 1 (westlicher Teil)                | Sarakoira                                         | 10,90       | Landstraße                            |
| 639       | Nationalstraße 25                    | Abala                                             | Sanam                                             | 56,40       | Landstraße                            |
| 640       | Nationalstraße 33                    | Ouallam                                           | Farka                                             | 92,70       | einfache Erdstraße                    |
| 641       | Landstraße RR6-004                   | Chikal                                            | Filingué                                          | 17,30       | Landstraße                            |
| 642       | Nationalstraße 31                    | Kollo                                             | Kirtachi                                          | 66,80       | Landstraße                            |
| 643       | Nationalstraße 25                    | Sanam                                             | Grenze zwischen den Regionen Tahoua und Tillabéri | 32,00       | einfache Piste                        |
| 644       | Nationalstraße 39                    | Gothèye                                           | Méhana                                            | 84,20       | Landstraße                            |
| 645       | –                                    | Méhana                                            | Bankilaré                                         | 49,00       | einfache Piste                        |
| 646       | –                                    | Torodi                                            | Dogona                                            | 90,00       | einfache Piste                        |
| 647       | –                                    | Dokimana                                          | Guiémé                                            | 39,00       | einfache Piste                        |
| 648       | Nationalstraße 35                    | Yéda                                              | Winditane                                         | 26,60       | Landstraße                            |
| 649       | –                                    | Nationalstraße 27 (km 25.1)                       | Youri                                             | 8,62        | Landstraße                            |
| 650       | –                                    | Tondikiwindi                                      | Kokaïna                                           | 2,10        | Landstraße                            |
| 651       | –                                    | Nationalstraße 1 (westlicher Teil; km 45)         | Koutoukalé Zéno                                   | 4,01        | Landstraße                            |
| 652       | –                                    | Nationalstraße 1 (westlicher Teil; km 75)         | Koulbagou                                         | 1,00        | einfache Piste                        |
| 653       | –                                    | Nationalstraße 1 (westlicher Teil; km 80)         | Dalway                                            | 2,10        | einfache Piste                        |
| 654       | –                                    | Nationalstraße 1 (westlicher Teil; km 90)         | Kokomani                                          | 1,20        | einfache Piste                        |
| 655       | –                                    | Nationalstraße 1 (westlicher Teil; km 100)        | Dia Dia                                           | 1,00        | einfache Piste                        |
| 656       | –                                    | Nationalstraße 1 (westlicher Teil; km 160)        | Diomona                                           | 3,00        | einfache Piste                        |
| 657       | –                                    | Nationalstraße 1 (westlicher Teil; km 160)        | Katanga                                           | 1,60        | einfache Piste                        |
| 658       | –                                    | Nationalstraße 1 (westlicher Teil; km 185)        | Sanguilé                                          | 1,20        | einfache Piste                        |
| 659       | –                                    | Nationalstraße 1 (westlicher Teil; km 190)        | Loga Beybatane                                    | 3,25        | einfache Piste                        |
| 660       | –                                    | Ayérou / Inatès                                   | Mali (Staatsgrenze)                               | 79,00       | einfache Piste                        |
| 661       | –                                    | Filingué                                          | Bakin Toullou                                     | 16,40       | Landstraße                            |
| 662       | Landstraße RR3-007                   | Kabé                                              | Tabla                                             | 15,20       | Landstraße                            |
| 663       | –                                    | Kania                                             | Shett                                             | 15,60       | Landstraße                            |
| 664       | –                                    | Dingazi Banda                                     | Fandou Mayaki                                     | 66,00       | Landstraße                            |
| 665       | –                                    | Torodi                                            | Magou                                             | 8,20        | Landstraße                            |
| 666       | –                                    | Kobadjé                                           | Tiouridi                                          | 16,40       | Landstraße                            |
| 667       | –                                    | Torodi                                            | Adaré                                             | 16,10       | Landstraße                            |
| 668       | –                                    | Makalondi                                         | Tientienga Fulbé                                  | 22,30       | Landstraße                            |
| 669       | –                                    | Makalondi                                         | Kiki                                              | 22,80       | Landstraße                            |
| 670       | –                                    | Bellé Koira / Dolbel                              | Boukari Koira                                     | 40,00       | einfache Piste                        |
| 671       | –                                    | Talifanta                                         | Dingazi                                           | 12,00       | einfache Piste                        |
| 672       | –                                    | Kokomani / Diambo                                 | Diribangou / Kabéfo                               | 20,00       | einfache Piste                        |
| 673       | –                                    | Mangaïzé                                          | Tilloa                                            | 45,00       | einfache Piste                        |
| 674       | –                                    | Dogona                                            | Djibo-Bakary-Brücke                               | 123,00      | einfache Piste                        |
| 675       | Nationalstraße 5                     | Yatakala                                          | Mali (Staatsgrenze)                               | 35,00       | einfache Piste                        |
| 676       | Nationalstraße 33                    | Farka                                             | Filingué                                          | 70,00       | einfache Piste                        |
| 677       | –                                    | Allambaré                                         | Guiémé                                            | 30,30       | Landstraße                            |
| 678       | –                                    | Nationalstraße 5                                  | Dolbel                                            | 26,70       | Landstraße                            |
| 679       | –                                    | Nationalstraße 1 (westlicher Teil)                | Karma                                             | 1,00        | Landstraße                            |
| 680       | –                                    | Nationalstraße 24 (km 43,5)                       | Banné Béri                                        | 20,40       | Landstraße                            |
| 681       | –                                    | Nationalstraße 31                                 | Kirtachi Zéno                                     | 3,66        | Landstraße                            |
| 682       | –                                    | Nationalstraße 5 (km 4,190)                       | Bégorou Tondo                                     | 12,67       | Landstraße                            |
| 683       | –                                    | Nationalstraße 4 / Diribangui                     | Bégorou Tondo                                     | 6,64        | Landstraße                            |
| 684       | –                                    | Téguey                                            | Kolmane                                           | 15,83       | Landstraße                            |
| 685       | –                                    | Nationalstraße 4 (km 138)                         | Samira                                            | 72,52       | Landstraße                            |
| 686       | –                                    | Nationalstraße 4 / Djankara                       | Seinyanta                                         | 7,30        | Landstraße                            |
| 687       | –                                    | Nationalstraße 4 / Chatoumane                     | Sékomé                                            | 6,30        | Landstraße                            |
| 688       | –                                    | Nationalstraße 4 / Pétèlkolé                      | Nationalstraße 4 (km 9,9)                         | 9,90        | Landstraße                            |
| 689       | –                                    | Kobadjé                                           | Nialagaré                                         | 16,17       | Landstraße                            |

### Region Zinder
| Route Nr. | Zugehörige National- oder Landstraße | Beginn                                                  | Ende                                              | Länge in km | Typ                                   |
| --------- | ------------------------------------ | ------------------------------------------------------- | ------------------------------------------------- | ----------- | ------------------------------------- |
| 700       | Nationalstraße 1 (östlicher Teil)    | Takeita                                                 | Zinder                                            | 55,80       | beschichtete oder asphaltierte Straße |
| 701       | Nationalstraße 1 (östlicher Teil)    | Zinder                                                  | Mirriah                                           | 20,60       | beschichtete oder asphaltierte Straße |
| 702       | Nationalstraße 1 (östlicher Teil)    | Mirriah                                                 | Guidiguir                                         | 80,30       | beschichtete oder asphaltierte Straße |
| 703       | Nationalstraße 1 (östlicher Teil)    | Guidiguir                                               | Gouré                                             | 60,20       | beschichtete oder asphaltierte Straße |
| 704       | Nationalstraße 1 (östlicher Teil)    | Gouré                                                   | Nationalstraße 1 (östlicher Teil; km 1122,9)      | 68,60       | beschichtete oder asphaltierte Straße |
| 705       | Nationalstraße 10                    | Takeita                                                 | Nigeria (Staatsgrenze)                            | 69,80       | beschichtete oder asphaltierte Straße |
| 706       | Nationalstraße 11 (nördlicher Teil)  | Zinder                                                  | Sabon Kafi                                        | 101,20      | beschichtete oder asphaltierte Straße |
| 707       | Nationalstraße 11 (nördlicher Teil)  | Sabon Kafi                                              | Tanout                                            | 42,20       | beschichtete oder asphaltierte Straße |
| 708       | Nationalstraße 11 (nördlicher Teil)  | Tanout                                                  | Nationalstraße 11 (nördlicher Teil; km 233)       | 90,00       | beschichtete oder asphaltierte Straße |
| 709       | Nationalstraße 11 (südlicher Teil)   | Zinder                                                  | Nigeria (Staatsgrenze)                            | 112,10      | beschichtete oder asphaltierte Straße |
| 710       | Nationalstraße 12                    | Magaria                                                 | Nigeria (Staatsgrenze)                            | 61,40       | moderne Erdstraße                     |
| 711       | Nationalstraße 13                    | Tinkim                                                  | Nigeria (Staatsgrenze)                            | 78,10       | moderne Erdstraße                     |
| 712       | Nationalstraße 32                    | Belbédji                                                | Samia                                             | 26,90       | einfache Erdstraße                    |
| 713       | Nationalstraße 32                    | Samia                                                   | Sabon Kafi                                        | 65,00       | einfache Erdstraße                    |
| 714       | Landstraße RR7-001                   | Matamèye                                                | Kafin Baka                                        | 37,40       | einfache Erdstraße                    |
| 715       | Landstraße RR7-004                   | Matamèye                                                | Maïwando                                          | 27,50       | einfache Erdstraße                    |
| 716       | Landstraße RR7-004                   | Maïwando                                                | Droum                                             | 45,90       | einfache Piste                        |
| 717       | Landstraße RR7-004                   | Droum                                                   | Nationalstraße 11 (südlicher Abschnitt; km 15,3)  | 17,20       | Landstraße                            |
| 718       | –                                    | Dogo                                                    | Mirriah                                           | 29,40       | Landstraße                            |
| 719       | Landstraße RR7-003                   | Bandé                                                   | Gouchi                                            | 89,50       | Landstraße                            |
| 720       | Landstraße RR7-002                   | Wacha                                                   | Dungass                                           | 33,90       | einfache Erdstraße                    |
| 721       | Nationalstraße 34                    | Nationalstraße 11                                       | Kellé                                             | 144,90      | einfache Erdstraße                    |
| 722       | Nationalstraße 34                    | Kellé                                                   | Gouré                                             | 42,60       | einfache Erdstraße                    |
| 723       | Landstraße RR7-002                   | Nationalstraße 1 (östlicher Teil) / Hamdara             | Wacha                                             | 39,50       | einfache Erdstraße                    |
| 724       | Nationalstraße 45                    | Yagagi                                                  | Gangara                                           | 36,00       | einfache Erdstraße                    |
| 725       | Nationalstraße 45                    | Gangara                                                 | Guézawa                                           | 30,60       | einfache Erdstraße                    |
| 726       | –                                    | Takoukout                                               | Gourbobo                                          | 12,74       | einfache Erdstraße                    |
| 727       | –                                    | Mirriah                                                 | Damagaram Takaya                                  | 80,00       | einfache Piste                        |
| 728       | –                                    | Gouré                                                   | Dungass                                           | 175,00      | einfache Piste                        |
| 729       | Nationalstraße 45                    | Ourafane                                                | Yagagi                                            | 42,70       | Landstraße                            |
| 730       | –                                    | Guidiguir                                               | Maïné-Soroa                                       | 275,00      | einfache Piste                        |
| 731       | –                                    | Kellé                                                   | Tesker                                            | 125,00      | einfache Piste                        |
| 732       | –                                    | Belbédji                                                | Batté                                             | 42,00       | einfache Piste                        |
| 733       | –                                    | Gassafa                                                 | Guidiguir                                         | 35,00       | einfache Piste                        |
| 734       | –                                    | Gouchi                                                  | Gassafa                                           | 22,00       | einfache Piste                        |
| 735       | Nationalstraße 1 (östlicher Teil)    | Nationalstraße 1 (östlicher Teil; km 802,6)             | Takeita                                           | 34,10       | beschichtete oder asphaltierte Straße |
| 736       | Nationalstraße 11 (nördlicher Teil)  | Nationalstraße 11 (nördlicher Teil; km 233)             | Nationalstraße 11 (nördlicher Teil; km 268)       | 35,10       | beschichtete oder asphaltierte Straße |
| 737       | Nationalstraße 32                    | Nationalstraße 32 (km 218)                              | Belbédji                                          | 54,00       | moderne Erdstraße                     |
| 738       | Nationalstraße 46                    | Matamèye                                                | Korgom                                            | 25,00       | Landstraße                            |
| 739       | –                                    | Kouyéwa                                                 | Gagaoua                                           | 14,25       | Landstraße                            |
| 740       | –                                    | Doungou                                                 | Magéma                                            | 25,76       | Landstraße                            |
| 741       | –                                    | Nationalstraße 10                                       | Ichirnawa                                         | 9,89        | Landstraße                            |
| 742       | –                                    | Nationalstraße 10                                       | Kawari                                            | 3,65        | Landstraße                            |
| 743       | –                                    | Gada                                                    | Gidan Moutoun Daya                                | 53,24       | Landstraße                            |
| 745       | –                                    | Koundoumaoua                                            | Firji                                             | 1,00        | einfache Piste                        |
| 746       | –                                    | Soubdou / Karguéri                                      | Nigeria (Staatsgrenze)                            | 100,00      | einfache Piste                        |
| 747       | –                                    | Bandé                                                   | Gomba                                             | 22,02       | Landstraße                            |
| 748       | –                                    | Gouré                                                   | Gadjamni                                          | 1,00        | einfache Piste                        |
| 749       | Nationalstraße 19                    | Grenze zwischen den Regionen Maradi und Zinder (Mayahi) | Belbédji                                          | 20,00       | einfache Piste                        |
| 750       | Nationalstraße 40                    | Grenze zwischen den Regionen Maradi und Zinder          | Belbédji                                          | 61,00       | einfache Piste                        |
| 751       | –                                    | Tanout                                                  | Bakatsiraba                                       | 7,81        | Landstraße                            |
| 752       | –                                    | Kassama                                                 | Zermou                                            | 17,08       | Landstraße                            |
| 753       | –                                    | Droum                                                   | Magéma                                            | 17,12       | Landstraße                            |
| 754       | –                                    | Gada                                                    | Guirari                                           | 23,26       | Landstraße                            |
| 755       | –                                    | Maïwando                                                | Angoual Bako                                      | 4,86        | Landstraße                            |
| 756       | –                                    | Bawachi                                                 | Karida                                            | 13,88       | Landstraße                            |
| 757       | –                                    | Saboua Tacha                                            | Nigeria (Staatsgrenze)                            | 19,71       | Landstraße                            |
| 758       | –                                    | Nationalstraße 1 (östlicher Teil)                       | Kolléram                                          | 3,63        | Landstraße                            |
| 759       | –                                    | Nationalstraße 1 (östlicher Teil)                       | Nationalstraße 11 (südlicher Teil) / Tchentchindi | 12,90       | Landstraße                            |
| 760       | –                                    | Kagna Magassa                                           | Baouchéri                                         | 3,59        | Landstraße                            |
| 761       | –                                    | Korama                                                  | Magéma                                            | 9,20        | Landstraße                            |
| 762       | –                                    | Taramni Haoussa                                         | Sabar Peulh                                       | 3,40        | Landstraße                            |
| 763       | –                                    | Bossossowa                                              | Produktionsstätte                                 | 2,90        | Landstraße                            |